# Alpha Barry
Alpha Amadou Barry (Maastricht, 26 juli 2007) is een Nederlands voetballer die onder contract ligt bij KRC Genk.

## Clubcarrière
Barry, afkomstig van Maastricht, ondertekende in september 2022 zijn eerste overeenkomst bij KRC Genk, de club waar hij al sinds de U8 actief was. Op 25 oktober 2024 maakte Barry zijn profdebuut in het shirt van Jong Genk, het beloftenelftal van Genk dat uitkomt in Eerste klasse B: op de negende competitiespeeldag mocht hij in de 0-4-nederlaag tegen Lommel SK in de 69e minuut invallen. Op 9 april 2025 kondigde Genk aan dat het het contract van Barry, die dat seizoen vooral bij de U18 van Genk had gespeeld, had opengebroken tot medio 2027. Barry speelde in het seizoen 2024/25 ook mee in alle vier de wedstrijden die Genk dat seizoen afwerkte in de UEFA Youth League (twee tegen CSKA Sofia en twee tegen Puskás Akadémia FC).

## Clubstatistieken
| Seizoen         | Club            | Land            | Competitie      | Competitie | Competitie | Beker | Beker | Supercup | Supercup | Europees | Europees | Totaal | Totaal |
| Seizoen         | Club            | Land            | Competitie      | Wed.       | Dlp.       | Wed.  | Dlp.  | Wed.     | Dlp.     | Wed.     | Dlp.     | Wed.   | Dlp.   |
| --------------- | --------------- | --------------- | --------------- | ---------- | ---------- | ----- | ----- | -------- | -------- | -------- | -------- | ------ | ------ |
| 2024/25         | Jong Genk       | Vlag van België | Eerste klasse B | 1          | 0          | —     | —     | —        | —        | —        | —        | 1      | 0      |
| Carrière totaal | Carrière totaal | Carrière totaal | Carrière totaal | 1          | 0          | 0     | 0     | 0        | 0        | 0        | 0        | 1      | 0      |

Bijgewerkt op 13 april 2025.
15 Claes ·
50 Youndje ·
51 Brughmans ·
52 Da Costa ·
54 Onstein ·
55 Yoshinaga · 
56 De Wannemacker ·
57 Murenzi ·
58 Wamu · 
59 Mirisola  ·
60 Lazar ·
61 Van Ingelgom ·
62 Cauwel ·
63 Wasinski ·
64 Yokoyama ·
65 Akpan ·
66 Bafdili ·
68 Rabhi ·
70 Bouazzaoui ·
71 Stevens ·
72 Barry ·
73 Mbavu ·
74 Nuozzi ·
75 Caicedo ·
76 Driessen ·
78 Lukanic ·
79 Nzoko ·
80 Touré ·
81 Boets ·
82 Vliegen ·
84 Sarfo ·
86 Haroun · 
87 Yasuda ·
89 Kim ·
Coach: Van Rumst